# Jaujarana
Jaujarana fue un programa de televisión humorístico de Uruguay, emitido desde 1969 hasta 1971 por Canal 11.
El elenco procedía de Uruguay, más exactamente del programa Telecataplúm.

## Elenco
- Ricardo Espalter
- Enrique Almada
- Raimundo Soto
- Eduardo D'Angelo
- Henny Trayles
- Gabriela Acher
- Andrés Redondo
- Berugo Carámbula
- Julio Frade
- Charito Semblat
- Nidia Telles
- Dante Ortiz
- Pocho Ruiz
- Pelusa Vera
- Isabel Giffoni
- Mecha Bustos
- Carlos Denevi

Equipo técnico
- Dirección musical: Horacio Malvicino
- Escenografía: Jorge Romanó
- Coordinación: Jorge Escardó
- Producción: Oscar Luis Massa / Mario Musacchio
- Dirección: Roberto Herraiz / Mario Musacchio

## En Chile
Durante las décadas de los años 1970 y años 1980, Espalter, Almada y D'Angelo viajarían con regularidad a Chile para actuar en los estelares Sábados Gigantes y Mediomundo, donde protagonizaban una cápsula humorística titulada «La Farmacia». En ese país, el trío humorístico se hizo conocido como «Los Jaujarana».